# Iglesia de San Millán (Torrelara)
La iglesia de San Millán es una iglesia parroquial católica de finales del siglo XV o principios del XVI de estilo tardogótico situada en la localidad burgalesa de Torrelara (España). Está dedicada a San Millán, patrón del municipio.
Probablemente fue construida sobre una iglesia románica anterior, que a su vez habría sido levantada sobre una torre vigía de época medieval. La pila bautismal, de estilo románico, podría ser originaría del siglo XII, del templo primitivo. El templo fue reformado en época barroca y la torre data posiblemente del siglo XVIII. Cuenta con retablos de estilo clasicista y barroco. Algunas de las imágenes del altar mayor son del siglo XVI.
La Asociación de Amigos de Torrelara, con el apoyo del ayuntamiento, empezó a restaurar y acondicionar el templo en 2014. Los vecinos lograron arreglar el tejado, instalar electricidad en el interior, tres vidrieras, recuperar el suelo y el aspecto original de los muros. En 2018 se hizo una petición de ayuda para poder restaurar las partes más delicadas.